# Cystopteris almaatensis
Cystopteris almaatensis là một loài dương xỉ trong họ Cystopteridaceae. Loài này được Kotukhov mô tả khoa học đầu tiên năm 1966.
Danh pháp khoa học của loài này chưa được làm sáng tỏ. 